# Estádio Manuel Martínez Valero
O Estádio Manuel Martínez Valero é um estádio de futebol, localizado em Elche. O estádio é a casa do Elche Club de Fútbol.Tem capacidade para 47.342 pessoas.